# Hang Thiên Đường (Ba Lan)

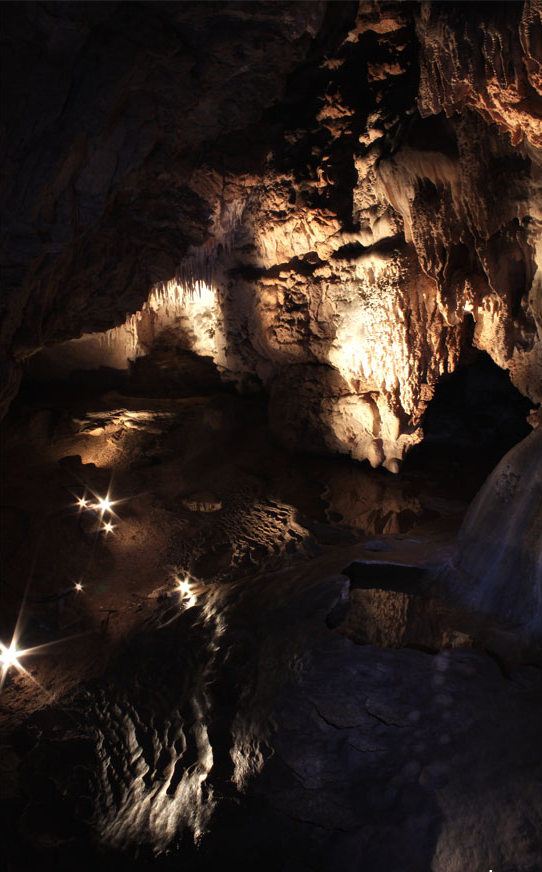
Jaskinia raj Poland

Hang Thiên Đường (tiếng Ba Lan: Jaskinia Raj, phát âm 'Yaskeenya Rye') là một hang động đá vôi karst nằm ngang nằm bên trong ngọn đồi Malik, ở phía nam Kielce, Świętokrzyskie, Ba Lan.
Nó là một phần của "Con đường du lịch đỏ Chęciny - Kielce " nằm trong dãy núi Świętokrzyskie (Holy Cross Mountains).

## Miêu tả
Hang có chiều dài 240 m (790 ft) và phạm vi dọc 9,5 m (31 ft) tuy nhiên, chỉ có một phần có 180 m (590 ft) chiều dài và hai lối vào được mở cho khách tham quan. Mặc dù có kích thước nhỏ nhưng nó được coi là một trong những hang động đẹp nhất của Ba Lan và thu hút rất nhiều du khách. Hành lang của nó dẫn qua năm buồng và hang động, được trang trí bằng các speleothems, như nhũ đá, măng đá và cột đá vôi hóa lắng đọng trong hàng chục ngàn năm. Để duy trì nhiệt độ bên trong từ 8 đến 10 °C (46 đến 50 °F; 281 đến 283 K) và độ ẩm 95 phần trăm cần thiết để bảo tồn giá trị lịch sử và tính toàn vẹn sinh thái của hang động, tối đa mười lăm người kèm theo hướng dẫn viên được đi vào hang mỗi mười lăm phút. Phía trước lối vào là một trung tâm thông tin được chiếu sáng bằng sợi quang, trưng bày các khám phá khảo cổ và cổ sinh vật học của hang động bao gồm một bản sao của một trại người Neanderthal, tập hợp Mousterian và xương hóa thạch của hệ động vật cổ đại đương đại.

## Khảo cổ học

### Lịch sử
Hang động được phát hiện vào năm 1963 bởi Józef Kopeć và Feliks Wawrzeńczak, hai sinh viên của một trường kỹ thuật địa phương. Sau khi nghiên cứu sâu rộng về tài liệu của Tymoteusz Wróblewski và Zbigniew Rubinowski, các nhà địa chất tại chi nhánh Świętokrzyskie của Viện Địa chất Ba Lan, nó đã được mở cửa cho công chúng vào năm 1972.

### Khám phá
Năm khoang của hang động được hình thành trong thời kỳ giữa kỷ Devon, khoảng 350 triệu năm trước. Bên trong, có dấu vết chiếm đóng của người Neanderthal có niên đại từ 50 đến 60 nghìn năm. Tàn dư và hóa thạch của linh cẩu hang và gấu hang, nơi sinh sống trong hang và vô số xương của các loài động vật có vú, như tê giác Woolly và voi ma mút đã được khai quật tại địa điểm này.